# Eddie Skoller
Edward Ralf "Eddie" Skoller, född 4 juni 1944 i Saint Louis i Missouri i USA, död 27 augusti 2023 i Köpenhamn, var en dansk sångare, musiker och komiker. Han var sedan 1950 bosatt i Danmark. Han var 1993–2004 gift med Sissel Kyrkjebø.

## Biografi
Skoller, som föddes av svensk-ryska föräldrar, tog examen vid Handelshøjskolen. Därefter inledde han en karriär inom det danska nöjeslivet. 1969 debuterade han som autodidakt sångare på Visevershus på Tivoli i Köpenhamn. Han medverkade under de kommande åren i musikaler som Hair (1971; rollen som "Berger") och Jesus Christ Superstar (1972).
Under sin karriär har Skoller dessutom arbetat med revy, TV-underhållning konsertturnéer med eget kompband. Bland hans mer uppmärksammade låtar finns "What Did You Learn in School Today" och "På forsiden af Søndags B.T". Skoller har gjort återkommande monologer som figuren "Hugo".

## Familj
Eddie Skoller var gift fyra gånger, nämligen med Pia Persson, med skådespelaren Lisbet Lundquist, med Sissel Kyrkjebø (1993–2004) och slutligen från 2016 till sin död  med kaféägaren Dorrit Elmquist.